# 운용공학
운용공학은 운용과학을 공학에 접목한 연구분야다. 운용과학은 제2차 세계 대전 당시 조지 단치그가 군수 물자 보급의 최적화 목적으로 선형 계획법 문제를 해결하기 위하여 심플렉스법을 개발한 이후, 폭발적인 관심을 받고 있는 연구 분야이다. 주로 수학, 산업 공학, 경영학에서 많이 연구하고 있으나, 컴퓨터 과학, 전기 공학, 전자 공학, 재료과학, 기계 공학, 경제학, 생물학, 생명 공학, 정책학 등 거의 대부분의 학문에서 그 응용 분야를 찾아 볼 수 있다.
'운용 과학'이라는 용어는 흔히 경영과학(Management Science)의 뜻으로 사용되기도 하지만, 이는 경영 과학을 포함한 더 넓은 의미를 담고 있다. 하지만, 그 용어 자체는 'Operations Research'라는 영어 낱말을 그대로 직역한 것으로, 그 의미가 모호하여 학계에서 잘 사용되지 않고, 많은 교육 기관 및 학회에서 줄임말인 'OR'로 부르고 있다.

## 같이 보기
- 운용과학
- 시스템 공학
- 기업공학
- 경영공학